# Puccinia globulifera
Puccinia globulifera ist eine Ständerpilzart aus der Ordnung der Rostpilze (Pucciniales). Der Pilz ist ein Endoparasit des Korbblütlers Otopappus pringlei. Symptome des Befalls durch die Art sind Rostflecken und Pusteln auf den Blattoberflächen der Wirtspflanzen. Sie ist ein Endemit Mexikos.

## Merkmale

### Makroskopische Merkmale
Puccinia globulifera ist mit bloßem Auge nur anhand der auf der Oberfläche des Wirtes hervortretenden Sporenlager zu erkennen. Sie wachsen in Nestern, die als gelbliche bis braune Flecken und Pusteln auf den Blattoberflächen erscheinen.

### Mikroskopische Merkmale
Das Myzel von Puccinia globulifera wächst wie bei allen Puccinia-Arten interzellulär und bildet Saugfäden, die in das Speichergewebe des Wirtes wachsen. Ihre Spermogonien und Aecien sind bislang unbekannt. Die unterseitig auf den Wirtsblättern wachsenden Uredien des Pilzes sind zimtbraun. Ihre hell zimtbraunen bis goldenen Uredosporen sind 18–23 × 17–21 µm groß, eiförmig bis breitellipsoid und stachelwarzig. Die beid- oder meist blattunterseitig wachsenden Telien der Art sind schwarzbraun, pulverig und unbedeckt. Die kastanienbraunen Teliosporen sind zweizellig, in der Regel breitellipsoid, stachelwarzig und meist 27–32 × 22–34 µm groß. Ihre Stiele sind hellbraun bis farblos und bis zu 75 µm lang.

## Verbreitung
Das bekannte Verbreitungsgebiet von Puccinia globulifera umfasst Nayarit, Jalisco und Guerrero.

## Ökologie
Die Wirtspflanze von Puccinia globulifera ist Otopappus pringlei. Der Pilz ernährt sich von den im Speichergewebe der Pflanzen vorhandenen Nährstoffen, seine Sporenlager brechen später durch die Blattoberfläche und setzen Sporen frei. Die Art durchläuft einen makrozyklischen Entwicklungszyklus mit Spermogonien, Aecien, Telien und Uredien.